# Nadezhda Volkova
Nadezhda Terentievna Volkova (en ruso: Надежда Терентьевна Волкова; Járkov, RSS de Ucrania, 20 de junio de 1920 - Vovchansk, Unión Soviética, 26 de noviembre de 1942) fue una partisana soviética que combatió en una célula clandestina del Komsomol durante la Segunda Guerra Mundial. Fue declarada póstumamente Héroe de la Unión Soviética el 8 de mayo de 1965, más de veinte años después de su muerte en la guerra.

## Biografía

### Infancia y juventud
Nadezhda Volkova nació el 24 de junio de 1920 en Járkov, en la RSS de Ucrania en el seno de una familia acomodada; su padre era ruso y su madre judía. En 1936 su familia se mudó a Konotop en el óblast de Sumy, donde se graduó en la escuela secundaria local. Después de la invasión alemana de la Unión Soviética en 1941, Nadezhda fue evacuada a la aldea de Insary en la República Socialista Soviética Autónoma de Mordovia. Allí se matriculó en cursos de enfermería y empezó a trabajar en un hospital cercano, puesto en el que permaneció hasta marzo de 1942.

### Segunda Guerra Mundial
Volkova dejó su trabajo en el hospital en marzo para asistir a un entrenamiento en la Escuela Central de Organizadores de Destacamentos Partisanos en Moscú. Después de graduarse de la escuela en el otoño, fue enviada al destacamento partisano del bosque de Volchansk, con sede en el óblast de Járkov en la RSS de Ucrania donde fue asignada para trabajar como oficial de enlace de Aleksandr Shcherbak, el secretario del destacamento y del Comité regional de Komsomol. Cuando el grupo se lanzó en paracaídas en el bosque de Starosaltovskiy, Shcherbak aterrizó en un árbol y se rompió las piernas cuando saltó del árbol. A partir de entonces tuvo que andar con muletas, tuvo problemas para caminar durante el resto de su vida. Una unidad de la Gestapo tenía su cuartel general en el distrito, lo que resultó en una gran presencia policial que dificultó mucho la realización de las operaciones de los partisanos. Como oficial de enlace, a Volkova se le asignó la tarea de realizar misiones de reconocimiento para recopilar información sobre las actividades enemigas y transmitir dicha información entre las unidades partisanas. También se mostró muy eficaz en el reclutamiento de nuevos miembros para que se unieran a la resistencia, ya que distribuyó folletos en varias aldeas y habló con jóvenes interesados en unirse a la unidad. Si bien el comité del Komsomol estaba destinado principalmente a desarrollar esfuerzos de resistencia y organizar destacamentos partisanos, los miembros del comité participaron en sabotajes y espionaje contra el Eje con el resto de los partisanos; La propia Volkova participó en numerosas misiones conjuntas.
Cuando las autoridades alemanas se enteraron de la ubicación de la organización partisana clandestina, rodearon a un grupo de diecisiete partisanos con más de cien tropas del Eje. Volkova se negó a dejar atrás a Shcherbak y, como no podía correr debido a las muletas, se escondieron en un refugio mientras Volkova disparaba al enemigo con una metralleta, ganando tiempo para que la mayoría de los partisanos escaparan. Cuando se estaba quedando sin municiones, se disparó a sí misma para evitar que la capturaran; Shcherbak también murió en esa batalla y ambos fueron enterrados en Vovchansk en una fosa común junto con otros combatientes de la resistencia.

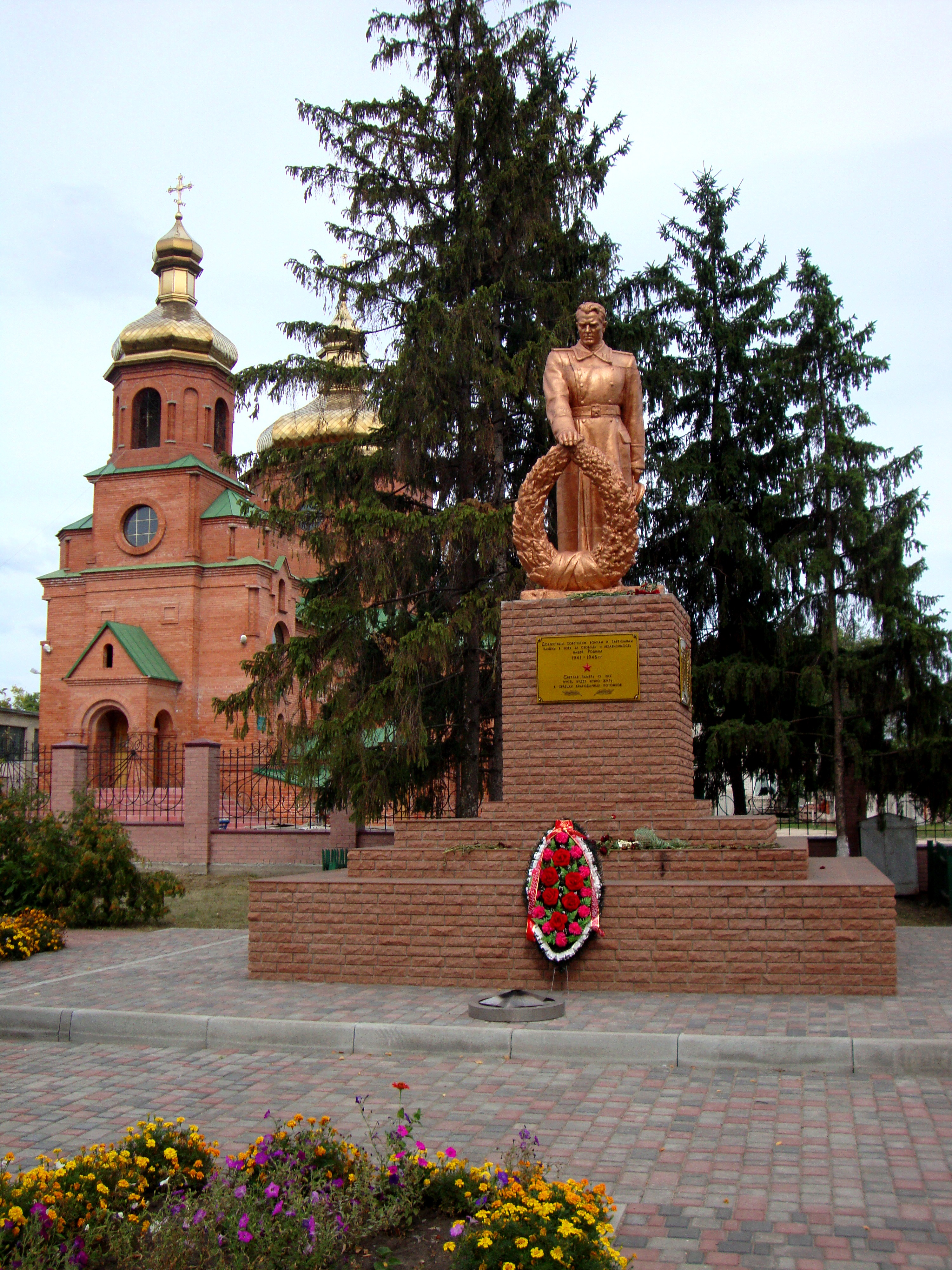
Tumba de Nadezhda Volkova en Vovchansk (Ucrania)

Por un decreto del Presídium del Sóviet Supremo de la URSS del 8 de mayo de 1965, por el desempeño ejemplar de las misiones de combate de mando y coraje y heroísmo mostrados en las batallas contra los invasores nazis, Volkova Terentyevna recibió póstumamente el título de Héroe de la Unión Soviética. También fue condecorada con la Orden de Lenin.

## Condecoraciones
|  | Héroe de la Unión Soviética (8 de mayo de 1965) |
|  | Orden de Lenin (8 de mayo de 1965)              |